# William A. Pirce
William Almy Pirce, född 29 februari 1824 i Providence County i Rhode Island, död 5 mars 1891 i Johnston i Rhode Island, var en amerikansk politiker (republikan). Han var ledamot av USA:s representanthus 1885–1887. Valresultatet ogiltigförklarades för Pirces del i kongressvalet 1884 den 25 januari 1887 och han fick lämna sin plats i representanthuset några veckor före mandatperiodens slut.
Pirce efterträdde 1885 Nathan F. Dixon III som kongressledamot och efterträddes 1887 av Charles H. Page.
Pirce är begravd på Swan Point Cemetery i Providence.